# آلبرتو مالوشی
آلبرتو مالوشی (انگلیسی: Alberto Malusci؛ زادهٔ ۲۳ ژوئن ۱۹۷۲) بازیکن فوتبال اهل ایتالیا است.
از باشگاه‌هایی که در آن بازی کرده‌است می‌توان به باشگاه فوتبال کوزنتسا کالچو، باشگاه فوتبال فیورنتینا، باشگاه فوتبال لچه، باشگاه فوتبال المپیک مارسی، باشگاه فوتبال فوجا، و باشگاه فوتبال کاتانیا اشاره کرد.
وی همچنین در تیم‌های ملی فوتبال زیر ۲۱ سال ایتالیا بازی کرده‌است.